# 贝吕尔
贝吕尔（法語：Belluire，法語發音：[bɛlɥiʁ]）是法国滨海夏朗德省的一个市镇，位于该省中南部，属于桑特区。

## 地理
贝吕尔（45°32'7"N, 0°33'36"W）面积4.5 平方千米，位于法国新阿基坦大区滨海夏朗德省，该省份为法国西部滨海省份，北起旺代省，西临大西洋，南至吉倫特省，东南接多爾多涅省，东北接德塞夫勒省接壤，东临夏朗德省。
与贝吕尔接壤的市镇（或旧市镇、城区）包括：瑟涅河畔弗莱阿克、莫纳克、蓬镇、圣帕莱德菲奥兰、圣康坦德朗萨讷。
贝吕尔的时区为UTC+01:00、UTC+02:00（夏令时）。

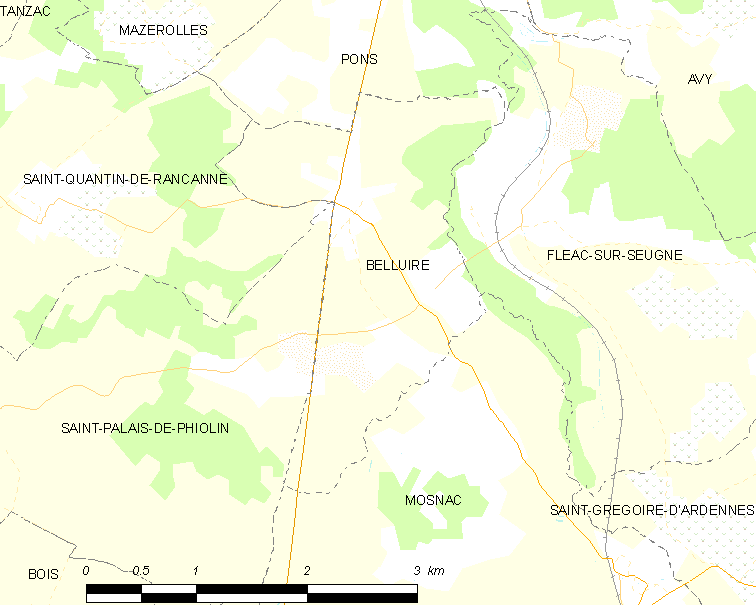
贝吕尔的OSM定位图

## 行政
贝吕尔的邮政编码为17800，INSEE市镇编码为17039。

## 政治
贝吕尔所属的省级选区为蓬镇县。

## 人口

1962-2008年间贝吕尔人口变化图示

贝吕尔于2022年1月1日时的人口数量为216人。